# Kitchener-Centre (circonscription provinciale)
Cet article concerne la circonscription provinciale. Pour la circonscription fédérale, voir Kitchener-Centre.
Circonscription électorale provinciale du Canada
Kitchener-Centre ((en) Kitchener Centre) est une circonscription provinciale de l'Ontario représentée à l'Assemblée législative de l'Ontario depuis 1999.

## Géographie
La circonscription comprend la partie centre-nord de la ville de Kitchener.
Les circonscriptions limitrophes sont Cambridge, Kitchener—Conestoga et Kitchener—Waterloo.

## Historique
| Législature                                                             | Années        | Député         | Député           | Parti                     |
| ----------------------------------------------------------------------- | ------------- | -------------- | ---------------- | ------------------------- |
| Kitchener-Centre Circonscription issue de Kitchener et Kitchener—Wilmot |               |                |                  |                           |
| 37e                                                                     | 1999–2003     |                | Wayne Wettlaufer | Progressiste-conservateur |
| 38e                                                                     | 2003–2011     |                | John Milloy      | Libéral                   |
| 39e                                                                     | 2007–2011     |                | John Milloy      | Libéral                   |
| 40e                                                                     | 2011–2014     |                | John Milloy      | Libéral                   |
| 41e                                                                     | 2014–2018     | Daiene Vernile |                  | Libéral                   |
| 42e                                                                     | 2018-2022     |                | Laura Mae Lindo  | Néo-démocrate             |
| 43e                                                                     | 2022–2023     |                | Laura Mae Lindo  | Néo-démocrate             |
| 43e                                                                     | 2023-2025     |                | Aislinn Clancy   | Vert                      |
| 44e                                                                     | 2025–en cours |                | Aislinn Clancy   | Vert                      |

## Circonscription provinciale
Depuis les élections provinciales ontariennes du 4 octobre 2007, l'ensemble des circonscriptions provinciales et des circonscriptions fédérales sont identiques.